# Regio Songfestival 2024
Het Regio Songfestival 2024 was de tweede editie van het jaarlijkse Regio Songfestival. Het werd georganiseerd door L1 in samenwerking met de overige twaalf regionale omroepen van Nederland. Het festival, dat live werd uitgezonden op de regionale televisiezenders, vond plaats in de Limburgse provinciehoofdstad Maastricht.
De Gelderlandse zangeres Emma Luca wist het festival te winnen met het nummer Illusie. Ze behaalde hiermee 193 punten, 22 punten meer dan tweede plaats Overijssel. Noord-Brabant vervolledigde het podium.

## Locatie

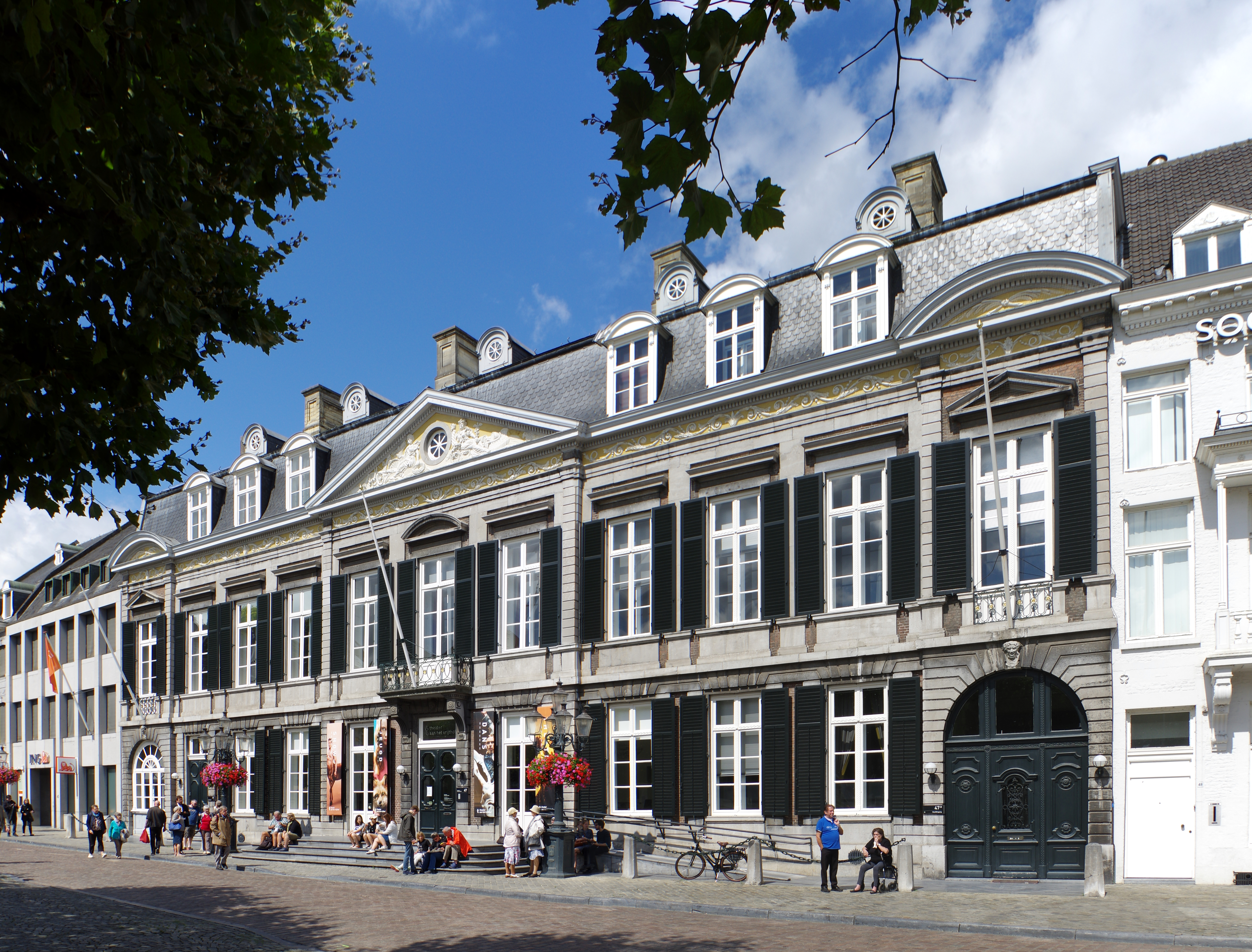
De locatie in Maastricht

Aangezien Limburg de vorige editie van het songfestival won, waren zij verantwoordelijk voor het organiseren van het festival. Dit werd al aangekondigd op het vorige festival net nadat Emmy Ackermans uitgeroepen werd tot winnares.
Nadien besliste de omroep, L1, om de provinciehoofdstad Maastricht als locatie te kiezen voor het festival.

## Format
Het format wijzigde niet ten opzichte van het format van de vorige editie. Elke omroep koos een artiest en lied uit. Het lied moest gezongen worden in het Nederlands of een regionale taal.

### Presentatoren
De presentatoren waren Lex Uiting, Yaël Camille Weijenberg en Bas van Mulken. Weijenberg en Van Mulken werden als L1-presentatoren uitgekozen om samen met de Limburgse zanger en presentator Uiting het festival te presenteren. Uiting en Weijenberg praatten de avond aaneen, terwijl Van Mulken verslag deed vanuit de green room.
In eerste instantie werd Riël Linssen aangekondigd als een van de presentatoren, maar om onbekende redenen werd hij vervangen door Bas van Mulken.

## Uitslag
| Plaats | Regio         | Taal                | Artiest                | Lied                                    | Jury | Publiek | Totaal |
| ------ | ------------- | ------------------- | ---------------------- | --------------------------------------- | ---- | ------- | ------ |
| 1      | Gelderland    | Nederlands          | Emma Luca              | Illusie                                 | 121  | 72      | 193    |
| 2      | Overijssel    | Nederlands          | Merlijn Dewasme        | Adem                                    | 106  | 65      | 171    |
| 3      | Noord-Brabant | Nederlands          | Dominique de Bont      | Wie we waren                            | 110  | 59      | 169    |
| 4      | Noord-Holland | Nederlands          | Renee Rose             | Meisje met een droom                    | 105  | 46      | 151    |
| 5      | Groningen     | Westerkwartiers     | Trap Aan!              | Ien de keet                             | 63   | 78      | 141    |
| 6      | Friesland     | Westerlauwers Fries | Fegebart               | Bingojûn                                | 95   | 39      | 134    |
| 7      | West          | Schevenings         | Kopsmart               | Ier lêt me ‘art                         | 84   | 26      | 110    |
| 8      | Drenthe       | Drents              | Marianne Veenstra      | 't Is zo wisse (as een klontie zuut is) | 81   | 20      | 101    |
| 9      | Zeeland       | Nederlands          | Cycz                   | Oceaan                                  | 40   | 52      | 92     |
| 10     | Limburg       | Nederlands          | Maxime x Glyn          | Oceaan                                  | 48   | 33      | 81     |
| 11     | Utrecht       | Nederlands          | Thijs Swinkels         | Wanneer zie ik je weer?                 | 72   | 6       | 78     |
| 12     | Flevoland     | Nederlands          | Sanne-Maaike Oudshoorn | Wil ik anders                           | 47   | 13      | 60     |
| 13     | Rijnmond      | Nederlands          | Braidy                 | Banaan                                  | 42   | 7       | 49     |

## Scorebord
| Deelnemers    | Publiek | UT | DR | OV | ZE | WE | NB | LI | NH | FR | FL | GE | RI | GR |
| ------------- | ------- | -- | -- | -- | -- | -- | -- | -- | -- | -- | -- | -- | -- | -- |
| Utrecht       | 6       |    | 9  | 5  | 10 | 4  | 5  | 7  | 5  | 1  | 11 | 8  | 4  | 3  |
| Drenthe       | 20      | 7  |    | 8  | 5  | 6  | 9  | 8  | 9  | 12 | 3  | 7  | 3  | 4  |
| Overijssel    | 65      | 11 | 6  |    | 8  | 9  | 6  | 9  | 8  | 11 | 9  | 10 | 9  | 10 |
| Zeeland       | 52      | 5  | 4  | 2  |    | 5  | 1  | 1  | 1  | 4  | 1  | 6  | 5  | 5  |
| West          | 26      | 8  | 12 | 10 | 2  |    | 10 | 2  | 7  | 8  | 2  | 11 | 1  | 11 |
| Noord-Brabant | 59      | 10 | 7  | 9  | 9  | 8  |    | 10 | 12 | 9  | 7  | 9  | 11 | 9  |
| Limburg       | 33      | 4  | 3  | 4  | 3  | 1  | 2  |    | 2  | 7  | 5  | 5  | 10 | 2  |
| Noord-Holland | 46      | 9  | 5  | 6  | 12 | 10 | 11 | 12 |    | 6  | 10 | 12 | 6  | 6  |
| Friesland     | 39      | 3  | 10 | 12 | 4  | 12 | 8  | 4  | 10 |    | 6  | 2  | 12 | 12 |
| Flevoland     | 13      | 6  | 1  | 3  | 6  | 7  | 3  | 3  | 4  | 5  |    | 1  | 7  | 1  |
| Gelderland    | 72      | 12 | 11 | 11 | 11 | 11 | 12 | 11 | 11 | 3  | 12 |    | 8  | 8  |
| Rijnmond      | 7       | 1  | 2  | 1  | 7  | 3  | 4  | 5  | 3  | 2  | 4  | 3  |    | 7  |
| Groningen     | 78      | 2  | 8  | 7  | 1  | 2  | 7  | 6  | 6  | 10 | 8  | 4  | 2  |    |

## 12 punten
| Aantal keer 12 | Regio         | Gekregen van                          |
| -------------- | ------------- | ------------------------------------- |
| 4              | Friesland     | Groningen, Overijssel, Rijnmond, West |
| 3              | Gelderland    | Flevoland, Noord-Brabant, Utrecht     |
| 3              | Noord-Holland | Gelderland, Limburg, Zeeland          |
| 1              | Drenthe       | Friesland                             |
| 1              | Noord-Brabant | Noord-Holland                         |
| 1              | West          | Drenthe                               |

1995 · 2023 · 2024 · 2025
Drenthe · Flevoland · Friesland · Gelderland · Groningen · Limburg · Noord-Brabant · Noord-Holland · Overijssel · Rijnmond · Utrecht · West · Zeeland